# Lithospermum nelsonii
Lithospermum nelsonii là loài thực vật có hoa trong họ Mồ hôi. Loài này được Greenm. mô tả khoa học đầu tiên năm 1904.